# 583
583 (DLXXXIII) fue un año común comenzado en viernes del calendario juliano, en vigor en aquella fecha.

## Acontecimientos
- 23 de diciembre:[1] Ascenso al trono de Yohl Ik'nal (Señora Kanal-Ikal) en la ciudad maya de Palenque.
- Mahoma comienza sus viajes de comercio por Siria.
- Hispania visigoda: autorización de los matrimonios mixtos entre hispanos y visigodos.[2]
- La Reina Roja, reina de Palenque[3]

## Fallecimientos
- Miro, rey de los suevos.